# Fumio
Fumio (フミオ) là một nhà thiết kế nhân vật trò chơi điện tử và họa sĩ người Nhật đến từ tỉnh Osaka, ông chủ yếu thực hiện các công việc nghệ thuật cho các visual novel người lớn. Ông đã từng làm việc với nhiều hãng sản xuất visual novel khác nhau, điển hình là Front Wing, Jaleco, Circus, F&C và đặc biệt là Key với tác phẩm Tomoyo After ~It's a Wonderful Life~.

## Công việc

### Minh họa trò chơi điện tử
- Crank In
- Hoshiuta
  - Hoshiuta ~Starlight Serenade~
- Sorauta
- Tomoyo After ~It's a Wonderful Life~
- Pia Carrot G.O. TOYBOX ~Summer Fair~
- Yukiuta

### Minh họa tiểu thuyết
- Canvas 2 ~Niji Iro no Sketch~
- Hourglass of Summer
- Sakura ~Yuki Tsuki Hana~